# 宇宙への挑戦 (1954年の映画)
宇宙への挑戦（うちゅうへのちょうせん、Riders to the Stars）は、1954年製作のアメリカ合衆国のSF映画。81分、カラー。日本劇場未公開。
本作は、有人ロケットによって、地球近傍を通過する隕石を捕獲するミッションに挑む科学者たちの奮闘を描く。

## スタッフ
- 監督：リチャード・カールソン
- 脚本：カート・シオドマク
- 製作：アイヴァン・トース
- 撮影：スタンリー・コルテス
- 音楽：ハリー・サックマン
- プロダクション・デザイン：ジェローム・パイカ・ジュニア
- 特殊効果監督：ハリー・レッドモンド・ジュニア
- 科学考証：マックスウェル・スミス

## キャスト
- リチャード･スタントン博士 （Dr. Richard Stanton）- ウィリアム・ランディガン (en:William Lundigan)
- ジェリー・ロックウッド博士 （Dr. Jerry Lockwood）- リチャード・カールソン
- ドナルド･スタントン博士 （Dr. Donald Stanton） - ハーバート・マーシャル
- スーザン・マナーズ （Susan Manners）- ドーン・アダムズ
- ジェリー・フリン博士 （Dr. Jane Flynn）- マーサ・ハイヤー

ポール・ドライデン博士 （Dr. Paul Drayden）
演 - ジョージ・エルドリッジ（en:George Eldredge）
デルマー博士 （Dr. Delmar）- ローレンス・ドブキン（en:Lawrence Dobkin）
クリンガー博士 （Dr.Klinger）- マイケル・フォックス（en:Michael Fox）
Security agent OHerli- キング・ドノヴァン（en:King Donovan）
ウェルズ （Wells）- ケム・ディブス（en:Kem Dibbs）